# Šamudovce
Šamudovce – wieś (obec) na Słowacji położona w kraju koszyckim, w powiecie Michalovce. Pierwsze wzmianki o miejscowości pochodzą z roku 1315. 
Według danych z dnia 31 grudnia 2012, wieś zamieszkiwało 630 osób, w tym 304 kobiety i 326 mężczyzn.
W 2001 roku rozkład populacji względem narodowości i przynależności etnicznej wyglądał następująco:
- Słowacy – 89,71%
- Czesi – 0,19%
- Romowie – 8,76%
- Rusini – 0,19%
- Ukraińcy – 0,57%
- Węgrzy – 0,19%

Ze względu na wyznawaną religię struktura mieszkańców kształtowała się w 2001 roku następująco:
- Katolicy rzymscy – 10,67%
- Grekokatolicy – 13,71%
- Ewangelicy – 15,43%
- Prawosławni – 55,05%
- Ateiści – 0,76%
- Nie podano – 0,57%